# كارل غوتلوب رافن

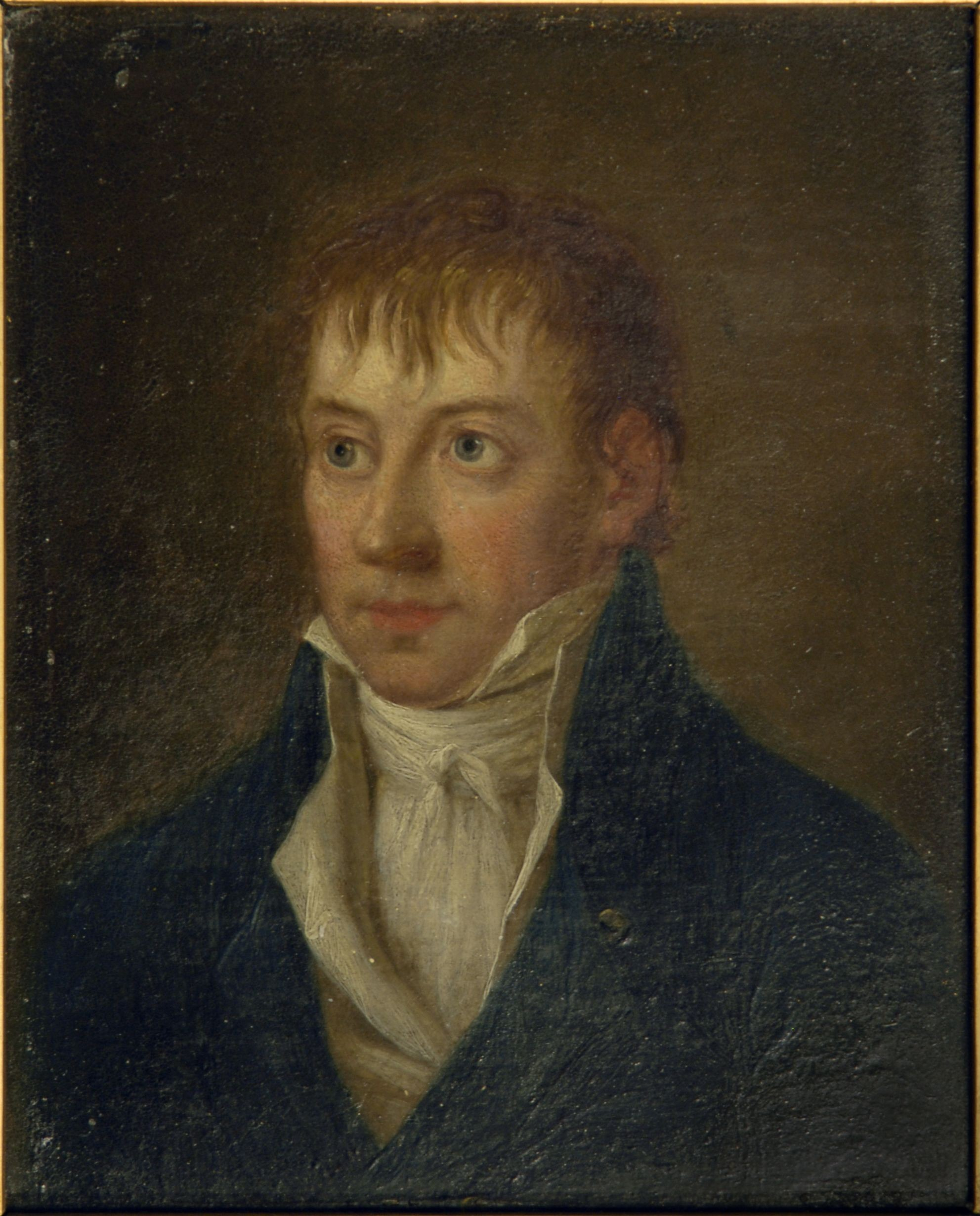
كارل جوتلوب رافن ، رسمها هانسن

كارل غوتلوب رافن (31 يوليو 1769 - 17 مايو 1808) كان عالم متنور دنماركي وموظف خدمة مدنية. كتب أوراقًا مؤثرة على مجموعة واسعة من العلوم الأساسية والتطبيقية.

## الحياة
ولد رافن في فيبورغ، الدنمارك باعتباره ابن للقاضي. بدأ دراسات الطب وعلم النبات في جامعة كوبنهاغن في عام 1788 ، لكنه تغير فيما بعد إلى العلوم البيطرية مع بيتر كريستيان أبيلدغارد في المدرسة البيطرية في كوبنهاغن .  لم يأخذ أي اختبار نهائي، وبدلاً من ذلك أصبح مساعدًا في وزارتي الزراعة والتجارة في ظل الملكية الدنماركية المطلقة وشغل العديد من المناصب الأخرى مثل كونه أول مدير لشركة تقطير أكوافيت الملكية الجديدة، التي تأسست بمبادرة منه. توفي رافن في كوبنهاغن عام 1808 ، عمره 39 عامًا فقط.